# Avenue de la Porte-des-Lilas
L’avenue de la Porte-des-Lilas est une voie du 19e et du 20e arrondissement de Paris, en France.

## Situation et accès
Elle débute aux boulevards Sérurier et Mortier dans la continuité de la rue de Belleville, traverse la place du Maquis-du-Vercors et se termine aux rues des Frères-Flavien et Raoul-Wallemberg, en limite des communes des Lilas et du Pré-Saint-Gervais, là où elle laisse place à la rue de Paris. Elle est sur la frontière entre les 19e et 20e arrondissements.

## Origine du nom
Elle porte ce nom car elle est située en partie sur l'emplacement de l'ancienne porte des Lilas de l'enceinte de Thiers à laquelle elle mène.

## Historique
L'avenue faisait partie de la route de Paris à Romainville qui longeait le parc de l'ancien château des Bruyères.
La voie a été créée en 1931. La partie située entre les boulevards Sérurier et Mortier d'une part, et l'avenue des Bouleaux (supprimée depuis) d'autre part, a été aménagée entre les bastions 18 et 19 de l'enceinte de Thiers. Le prolongement faisait partie de la rue de Paris qui se trouve sur le territoire des communes des Lilas et du Pré-Saint-Gervais et a été annexé par la ville de Paris en 1930. L'aménagement du périphérique en 1969 a réduit l'emprise de l'avenue et l'espace ainsi retiré a pris en 1979 le nom de « place du Maquis-du-Vercors ».